# Ариобарзан II Филопатр
Ариобарзан II Филопатор (др.-греч. Ἀριοϐαρζάνης Φιλοπάτωρ, любящий своего отца) — царь Каппадокии с 63/62 по 51 год до н. э.

## Биография

### Происхождение
Ариобарзан II — сын царя Ариобарзана I и Афинаиды Филосторгии I. Его родная сестра Филосторгия была супругой царя Коммагены Антиоха I. Ариобарзан II имел персидские и греческие корни.

### Правление
Для удержания власти в стране Ариобарзан II использовал в 57 году до н. э. помощь Римской республики. В течение следующих нескольких лет царь успешно правил страной, пока не был убит ставленниками Парфии. Наследником стал Ариобарзан III.

### Семья
Ариобарзан II женился на дочери понтийского царя Митридата VI Афинаиде Филосторгии II. Она родила ему двух сыновей: Ариобарзана III и Ариарата X.